# Милрој (Минесота)
Милрој (енгл. Milroy) град је у америчкој савезној држави Минесота.

## Демографија
По попису из 2010. године број становника је 252, што је 19 (-7,0%) становника мање него 2000. године.
| Група             | 2000.       | 2010.       |
| Белци             | 261 (96,3%) | 248 (98,4%) |
| Афроамериканци    | 0 (0,0%)    | 0 (0,0%)    |
| Азијати           | 2 (0,7%)    | 3 (1,2%)    |
| Хиспаноамериканци | 5 (1,8%)    | 2 (0,8%)    |
| Укупно            | 271         | 252         |